# Ibrahim Lodi
Ibrahim Lodhi est le troisième et dernier souverain de la dynastie des Lodhi. Il règne sur le sultanat de Delhi de 1517 à 1526, succédant à Sikandar Lodi, mais en 1526 il est vaincu par Babur qui fonde l'Empire moghol.

## Biographie
Ibrahim Lodhi, aîné de la fratrie, succède à son père et installe son frère, Jalal Khan, à la tête de Jaunpur. Cependant, désirant réunifier le sultanat, Ibrahim Lodhi rappelle son frère à Delhi, ce que ce dernier refuse. Une guerre fratricide s'ensuit ; elle se solde par la victoire du sultan qui fait assassiner son malheureux adversaire. Rendu soupçonneux, Ibrahim Lodhi emprisonne de nombreux nobles entraînant des rébellions qu'il réprime férocement, augmentant le mécontentement et les révoltes. Les différents partis font appel alors à l'arbitrage du roi de Kaboul, Babur, qui après avoir conquis Lahore en 1524, s'empare de Delhi en 1526 après avoir vaincu les armées du sultan à la Première bataille de Pânipat, compensant son infériorité numérique par son habileté tactique et l'utilisation de l'artillerie qui pour la première fois joue un rôle décisif en Inde.

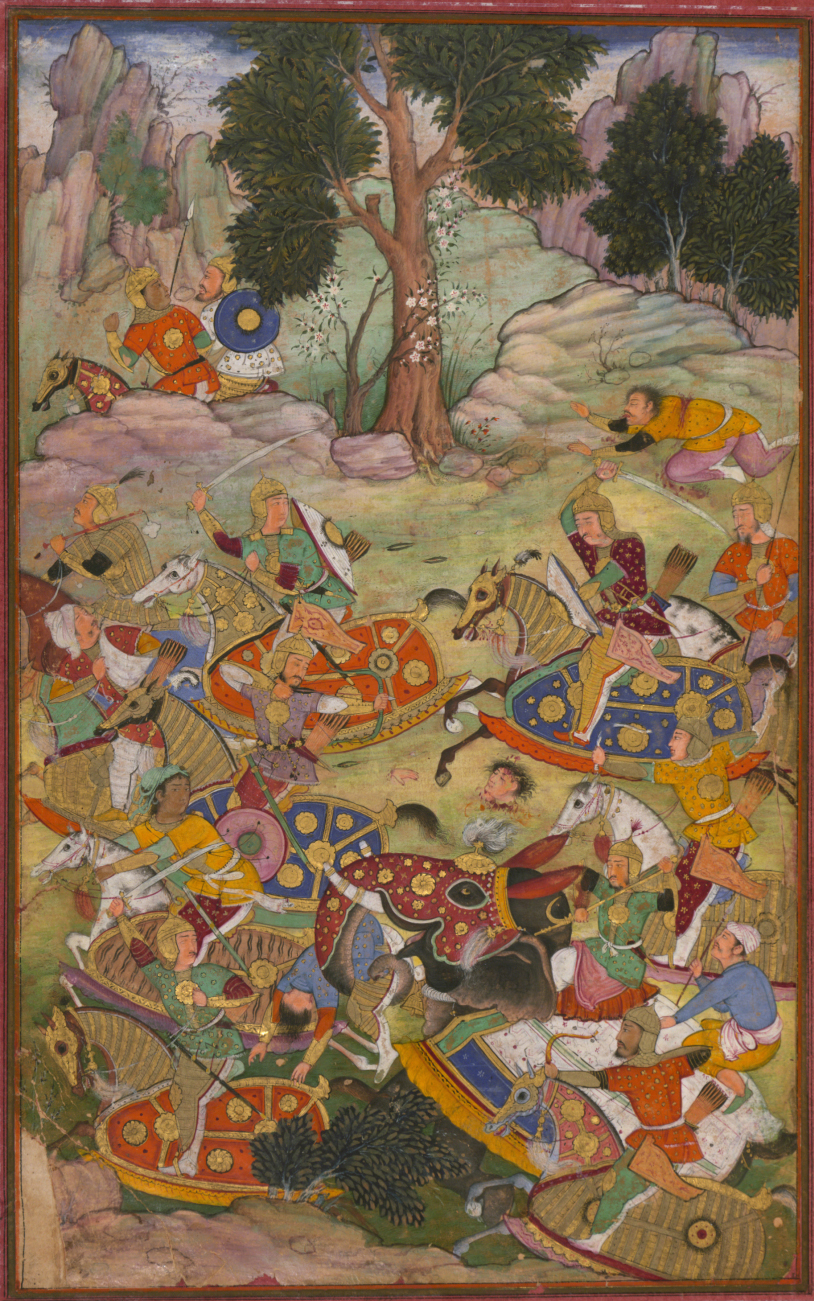
Mort du Sultan Ibrahim en 1526 à la bataille de Pânipat.